# William fitz Duncan
William fitz Duncan (... – 1147) è stato un nobile scozzese.

## Biografia
Fu l'unico figlio di re Duncan II di Scozia (1094) e di sua moglie Uchtreda di Northumbria, nato verosimilmente poco prima o durante il regno paterno, e discendeva sia per parte paterna che per parte materna dalla casata di Dunkeld. Un documento giunto fino a noi e redatto da Duncan II cita William come infans mei (mio figlio), lasciando supporre che fosse l'unico bambino nato dal loro matrimonio. Fu un'importante personalità durante i regni dei fratellastri di Duncan, Alessandro I e Davide I di Scozia.
Durante il regno di Alessandro I William fu un possibile erede al trono poiché lo zio non aveva figli, ma gli venne preferito l'altro zio Davide (che invece un figlio l'aveva, il principe Enrico). Da quel momento i discendenti dei due principi (i Mac Eanric e i Mac Uilleim) sarebbero stati clan rivali. Nel 1130 William fitz Duncan, guerriero esperto e valoroso, sconfisse re Óengus di Moray per conto dello zio Davide I, rimpiazzandolo come governante della zona e divenendo uno dei baroni più potenti della Scozia del nord. Nel 1137 sposò Alice de Rumilly, che gli diede l'unico figlio maschio William McWilliam. 
Nel 1138, durante l'Anarchia inglese, condusse metà dell'esercito scozzese nella vittoriosa battaglia di Clitheroe, sconfiggendo i normanni e dimostrando grandi abilità di comandante. La sua vittoria venne però vanificata due mesi più tardi con la disfatta scozzese alla fallimentare battaglia dello Stendardo.
Morì nel 1147: tutti i suoi possedimenti furono ereditati dal figlio William, eccetto il Moray che entrò a far parte dei territori della corona di Scozia. I suoi discendenti, i Mac Uilleim, accesero svariate rivolte di minore importanza contro la corona scozzese, in mano ai discendenti di Enrico. Gli ultimi Mac Uilleim, discendenti per linea femminile, vennero giustiziati tra il 1229 e il 1230.

## Ascendenza
|                         |                      |                         | Genitori              |  |  | Nonni |  |  | Bisnonni           |  |  | Trisnonni         |  |
|                         |                      |                         |                       |  |  |       |  |  | Duncan I di Scozia |  |  | Crinán di Dunkeld |  |
|                         |                      |                         |                       |  |  |       |  |  | Duncan I di Scozia |  |  | Crinán di Dunkeld |  |
|                         |                      | Bethoc di Scozia        |                       |  |  |       |  |  | Duncan I di Scozia |  |  |                   |  |
| Malcolm III di Scozia   |                      |                         |                       |  |  |       |  |  | Duncan I di Scozia |  |  |                   |  |
|                         |                      | Suthen                  | …                     |  |  |       |  |  |                    |  |  |                   |  |
|                         |                      | Suthen                  | …                     |  |  |       |  |  |                    |  |  |                   |  |
|                         |                      | Suthen                  | …                     |  |  |       |  |  |                    |  |  |                   |  |
| Duncan II di Scozia     |                      | Suthen                  |                       |  |  |       |  |  |                    |  |  |                   |  |
|                         |                      | Finn Arnesson           | Árni Armódsson        |  |  |       |  |  |                    |  |  |                   |  |
|                         |                      | Finn Arnesson           | Árni Armódsson        |  |  |       |  |  |                    |  |  |                   |  |
|                         |                      | Finn Arnesson           | Þora Þorsteinsdóttir  |  |  |       |  |  |                    |  |  |                   |  |
| Ingibiorg Finnsdottir   |                      | Finn Arnesson           |                       |  |  |       |  |  |                    |  |  |                   |  |
|                         |                      | Bergljot Halfdansdottir | Halfdan Sigurðsson    |  |  |       |  |  |                    |  |  |                   |  |
|                         |                      | Bergljot Halfdansdottir | Halfdan Sigurðsson    |  |  |       |  |  |                    |  |  |                   |  |
|                         |                      | Bergljot Halfdansdottir | …                     |  |  |       |  |  |                    |  |  |                   |  |
| William fitz Duncan     |                      | Bergljot Halfdansdottir |                       |  |  |       |  |  |                    |  |  |                   |  |
|                         | Maldred di Allerdale | Crinán di Dunkeld       |                       |  |  |       |  |  |                    |  |  |                   |  |
|                         | Maldred di Allerdale | Crinán di Dunkeld       |                       |  |  |       |  |  |                    |  |  |                   |  |
|                         | Maldred di Allerdale | Bethoc di Scozia        |                       |  |  |       |  |  |                    |  |  |                   |  |
| Gospatric               | Maldred di Allerdale |                         |                       |  |  |       |  |  |                    |  |  |                   |  |
|                         |                      | Ealdgyth di Northumbria | Uchtred l'Ardito      |  |  |       |  |  |                    |  |  |                   |  |
|                         |                      | Ealdgyth di Northumbria | Uchtred l'Ardito      |  |  |       |  |  |                    |  |  |                   |  |
|                         |                      | Ealdgyth di Northumbria | Ælfgifu d'Inghilterra |  |  |       |  |  |                    |  |  |                   |  |
| Uchtreda di Northumbria |                      | Ealdgyth di Northumbria |                       |  |  |       |  |  |                    |  |  |                   |  |
|                         |                      | …                       | …                     |  |  |       |  |  |                    |  |  |                   |  |
|                         |                      | …                       | …                     |  |  |       |  |  |                    |  |  |                   |  |
|                         |                      | …                       | …                     |  |  |       |  |  |                    |  |  |                   |  |
| …                       |                      | …                       |                       |  |  |       |  |  |                    |  |  |                   |  |
|                         |                      | …                       | …                     |  |  |       |  |  |                    |  |  |                   |  |
|                         |                      | …                       | …                     |  |  |       |  |  |                    |  |  |                   |  |
|                         |                      | …                       | …                     |  |  |       |  |  |                    |  |  |                   |  |
|                         |                      | …                       |                       |  |  |       |  |  |                    |  |  |                   |  |